# Punta Cervio
La Punta Cervio (en corse Ceriu) est un sommet de Haute-Corse culminant à 1 192 mètres d'altitude situé à l'extrémité sud du massif du Monte San Petrone. Elle surplombe les villages de Focicchia, Altiani et Piedicorte-di-Gaggio, au cœur de la piève de Rogna.

## Géographie
La Punta Cervio est située à la limite des communes de Focicchia, Altiani et Piedicorte-di-Gaggio en Haute-Corse. On peut l'approcher par les routes D14 et D314 venant de Corte, Cateraggio et du pont d'Altiani. Il faut se rendre dans les communes avoisinantes du canton pour mieux l'apprécier, par exemple depuis les villages d'Erbajolo ou de Pietraserena. Elle est bien visible depuis les villages des pièves de Venaco et de Rogna, qui lui font directement face de l'autre côté du Tavignano.

## Randonnée
Etant données sa difficulté d'accès par la route, son altitude modeste, l'absence de chemin balisé et l'austérité de ses versants (couvert d'une impénétrable végétation à l'ouest, pelé et raide au sud et plongeant sur la vallée du Corsiglièse à l'est), l'ascension de la Punta Cervio est pratiquement jamais réalisée. Pourtant, elle constitue un belvédère de tout premier rang : dominant l'ensemble de la piève de Rogna, elle embrasse les crêtes de la Serra, de Castello et la piève de Venaco et offre une vue plongeante sur Corte ainsi que la plaine d'Aléria et ses étangs. Elle fait face aux autres sommets de la Castagniccia comme le San Petrone (1 767 m), le Monte Piano Maggiore (1 581 m) et la Punta di Caldane (1 724 m), ainsi que l'ensemble de la Grande dorsale, avec notamment le Monte Padro (2 390 m), le Monte Cinto (2 706 m), la Paglia Orba (2 525 m), les aiguilles de Popolasca (2 180 m), le Monte Cardo (2 453 m), le Monte d'Oro (2 389 m), la Punta dell'Oriente (2 112 m), le Monte Renoso (2 352 m) et la Punta della Cappella (2 041 m).
Pour profiter de ce panorama à 360 degrés, il faut suivre une piste qui s'élève depuis Focicchia jusqu'à la Bocca del Pruno (1 078 m). Depuis ce col, le sommet est accessible hors sentier.